# Le Roi de Nivôse
Le Roi de Nivôse (titre original : Winter's King) est une nouvelle de science-fiction d'Ursula K. Le Guin, publiée initialement dans le volume de septembre 1969 de l'anthologie Orbit n°5
Le Roi de Nivôse fut l'une des quatre nouvelles nommées au prix Hugo de la meilleure nouvelle courte 1970.
La nouvelle se déroule dans l'univers de l'Ékumen et est en lien avec le roman La Main gauche de la nuit publié la même année.

## Publications
- Aux États-Unis

- En France

La nouvelle a notamment été publiée dans l'anthologie Histoires de la fin des temps.

## Rédaction du récit
Le fait que les habitants de la planète Nivôse soient androgynes entraîne, sur le plan de la rédaction, pour les mêmes personnes et souvent à l'intérieur d'une même phrase, l'emploi alternatif du masculin et du féminin, comme il/elle, roi/reine (exemples tirés du récit : « On y voit le roi Argaven XVII en bonne santé et bien habillée ; elle termine un petit déjeuner copieux. Elle parle avec une douzaine de gens. » ; « Je suis Argaven, dit-elle. J'ai été roi. »).

## Résumé
Sur la planète glacée Nivôse, les habitants ne sont pas du genre masculin ou féminin mais sont androgynes, à la fois hommes et femmes. Le roi-reine Argaven Harge doit monter sur le trône. Toutefois il/elle refuse par peur d'un complot et souhaite abdiquer. Des tractations ont lieu. Axt, l'ambassadeur de l'Ékumen, tente de la faire renoncer à ce projet. Finalement, Argaven désigne un successeur, dit adieu à Emran (son héritier/son héritière en bas âge), quitte la planète et trouve refuge sur une autre planète de l'Ékumen.
Quarante ans après, on lui propose de revenir sur sa planète natale. Argaven accepte. Après plusieurs années de voyage en biostase, Argaven arrive sur sa planète. Argaven apprend que son successeur, le roi-reine Emran, a été injuste et tyrannique et qu'une guerre civile trouble la planète depuis six ans. À l'annonce de son arrivée, les rebelles trouvent à la fois du courage pour se battre et un/une chef/cheffe de guerre.
Emran se suicide et Argaven se rend sur le lit de mort de son fils/sa fille. Argaven va remonter sur le trône, qu'il/elle n'aurait jamais dû quitter, et rétablir la paix sociale et politique.